# Кёртис, Бенджамин (музыкант)
Бенджамин Кёртис (англ. Benjamin Curtis; 23 сентября 1978, Лотон, штат Оклахома, США — 29 декабря 2013, Нью-Йорк, США) — американский рок-музыкант, гитарист, барабанщик, автор песен. Известен как основатель рок-групп Secret Machines, School of Seven Bells и UFOFU, а также как барабанщик группы Tripping Daisy (1997—1999).

## Биография
Кёртис родился 23 сентября 1978 в Лотоне, штат Оклахома. В детстве проживал в городах Фредерик и Оклахома, пока не переехал в Даллас, где окончил школу. С 2006 года стал гитаристом и вокалистом группы School of Seven Bells, также играл на гитаре и исполнял бэк-вокальные партии в группе Secret Machines до марта 2007 года. Ранее был барабанщиком в рок-группе Tripping Daisy с 1997 года и до её распада в 1999 году; барабанщиком группы UFOFU в 1993—1997 годах, в которой также играл его брат Брендон (будущий бас-гитарист и клавишник Secret Machines). Кумирами Кёртиса были Михаэль Ротер, Йосими Пи-Уи и Эдж из U2. Стиль игры Кёртиса был близок к психоделическому року конца 1960-х — начала 1970-х годов.
В конце февраля 2013 года у Кёртиса была диагностирована лимфома (t-клеточный лейкоз). В августе 2013 года состоялся благотворительный концерт в Нью-Йорке, на котором выступили группы Strokes и Interpol. Несмотря на усилия врачей, 35-летний Бенджамин Кёртис умер 29 декабря 2013 в нью-йоркском госпитале Слон-Кеттеринг.